# Tchirozerine
Tchirozerine este o comună urbană din departamentul Tchirozerine, regiunea Agadez, Niger, cu o populație de 43.254 de locuitori (2001).